# Zamoście (Piszczac)
Zamoście – część miasta Piszczac w Polsce, w województwie lubelskim, w powiecie bialskim, w gminie Piszczac.
Rozpościera się w rejonie ulicy Łąkowej na zachód od centrum miasta.
1 stycznia 2024, wraz z odzyskaniem przez Piszczac statusu miasta, stało się obszarem miejskim.